# Livones
livones.net, ранее Livones.lv — портал истории, культуры ливов и ливского языка. Портал основан «Культурным центром ливов» (лив. Līvõ kultūr sidām). Главный редактор сайта Гундега Блумберга. Портал поддерживает Министерство культуры Латвии.
19 января 2018 портал был полностью обновлен.

## Цели
Цель портала заключается в создании места, в котором будет обобщаться и публиковаться объективная, современная, научнодостоверная и всесторонняя информация о ливской культуре и языке.

## Содержание
- Публикуются источники о ливской культуре, языке и истории.
- Учебные материалы ливского языка
- Разносторонняя информация о ливах.

## Источник
- Ежемесячная ливская газета Līvli